# C/1746 P1
 C/1746 P1 – kometa najprawdopodobniej jednopojawieniowa, którą można było obserwować gołym okiem w 1746 roku.

## Odkrycie i obserwacje komety
Kometę zaobserwował po raz pierwszy 13 sierpnia 1746 r. Jean-Philippe de Chéseaux. Osiągnęła jasność absolutną -0,5m. 13 marca 1747 roku przeszła przez peryhelium swej orbity.

## Orbita komety
C/1746 P1 porusza się po orbicie w kształcie zbliżonym do paraboli o mimośrodzie 1. Peryhelium znajdowało się w odległości 2,2 j.a. od Słońca. Nachylenie jej orbity do ekliptyki wynosiło 100,8˚.